# Matupá
Matupá is een gemeente in de Braziliaanse deelstaat Mato Grosso. De gemeente telt 15.170 inwoners (schatting 2009).
De gemeente grenst aan Peixoto de Azevedo, Guarantã do Norte, Nova Guarita en Novo Mundo.